# Bestik (album)
|  | Sammenskrivningsforslag Artiklen Bestik (album) er foreslået føjet ind i Fisker Thomas. (Siden februar 2025) Diskutér forslaget |

Bestik (LP) er det andet album indspillet af Skagenfiskeren, Thomas Jensen (Fisker Thomas)  i august-oktober 1978 i STUK RANCH studie, Sønderholm
Albummet indeholder gamle sømandssange og viser, som er blevet sunget af fiskere og sømænd fra Skagen og Vendsyssel. F.eks. er melodien og sangen ”Sydpå” udført af [Niels Hausgaard] og handler om de oplevelser, han havde, mens hans sejlede på langfart. Sangen ”Rejefiskerens sang” er skrevet af Chr. Pedersen som var fisker fra Hirtshals. På albummet medvirker også Fisker Thomas´ datter, Inger Toghøj, på koret, og sangen ”Maria, græd ej mer´ for mig” synger de sammen.
Albummet indeholder sange :  
1. Jeg går her alene ([Niels Hausgaard] - Ingemann Jensen)
2. Imellem granskov og li (Ukendt)
3. Sømandsenken (Ukendt)
4. Titanic´s forlis (ukendt)
5. Den mørke manja, den lyse Lis (Sigfred Pedersen - Niels Clemmensen)
6. Sangen til søen (Ukendt)
7. Lys ud i mørket (P.P Bliss - N. B. Grønbech)
8. Axel Øland (ukendt)
9. Sydpå ([Niels Hausgaard] - Ukendt)
10. Harboørfiskereńs forlis (Ukendt)
11. Marie, Græd ej mer (Ukendt)
12. Rejefiskersangen (Chr. Pedersen)
13. En Sømand elsker havets blå (Ukendt - Carl Viggo Meiche)

Medvirkende:
- Jens Bjørn Hansen (banjo, mandolin, kor)
- Jens "Memphis" (fløjte, bombarde, kor)
- Ib Bucholtz (piano, harmonika)
- Inger Toghøj (kor)
- [Niels Hausgaard] (guitar)
- Erling Hansen (Hardangerfele, violin)

Producer: [Niels Hausgaard]